# Верхние Становцы
Ве́рхние Становцы́ (укр. Верхні Станівці) — село в Брусницкой сельской общине Вижницкого района Черновицкой области Украины.
До 2020 года входило в Кицманский район
Население по переписи 2001 года составляло 1750 человек. Почтовый индекс — 59356. Телефонный код — 3736. Код КОАТУУ — 7322582501.